# 뤄좡구
뤄좡구(한국어: 나장구, 중국어: 罗庄区, 병음: Luózhuāng Qū)는 중화인민공화국 산둥성 린이 시의 현급 행정구역이다. 넓이는 371km2이고, 인구는 2007년 기준으로 430,000명이다.

## 행정 구역
8개 가도를 관할한다.
- 가도: 罗庄街道, 付庄街道, 盛庄街道, 册山街道, 高都街道, 罗西街道, 双月湖街道, 汤庄街道.